# 拉帕尼亚诺
拉帕尼亚诺（義大利語：Rapagnano），是意大利费尔莫省的一个市镇。总面积12.49平方公里，人口2029人，人口密度162.4人/平方公里（2009年）。ISTAT代码为044062。